# Krew Boylan
Krew Boylan es una actriz australiana, más conocida por haber interpretado a Ruby Rutherford en la serie Wild Boys.

## Biografía
Krew tiene una hermana mayor llamada Jodi Boylan.
Es muy buena amiga de la actriz Rose Byrne a quien conoce desde que eran pequeñas.
En agosto del 2012 Krew se casó con Andrew Baud, un trabajador en finanzas.

## Carrera
En 2007 apareció en la popular serie australiana Mcleod's Daughters donde dio vida a Ava.
En 2008 interpretó a Simone Collie en la serie médica All Saints. Anteriormente había aparecido por primera vez en la serie en 2005 donde interpretó a Leigh Sands en el episodio "One of Those Days" y en 2004 donde interpretó a Jenny Flinders en el episodio "Happy Familes".
En 2009 apareció como invitada en la serie policíaca Rescue Special Ops donde interpretó a Greta. Ese mismo año apareció en la película de horror Primal donde interpretó a Mel, una joven que se convierte en caníbal.
En 2011 se unió al elenco de la serie Wild Boys donde interpretó a Ruby Rutherford hasta el último episodio de la serie ese mismo año después de que su personaje fuera asesinado. Ese mismo año Krew apareció en varios cortometrajes entre ellos The Office Mug, Fully Famous, Attached, Monkeys en y Shelling Peas.
Ese mismo año Krew junto a la cantante Priscilla Bonnet hicieron un video musical titulado "DUI Let's Get High", en donde parodiaron a dos actrices de Hollywood que tomaban y manejaban para ser famosas.
En 2013 se unió al elenco recurrente de la serie A Place To Call Home donde interpretó a la mucama Amy Polson hasta el final de la primera temporada. Desde la segunda temporada el papel de Amy es interpretado por la actriz Amy Mathews. Ese mismo año apareció en la película Cliffy.
En febrero de 2015 se anunció que se uniría al nuevo drama Molly, donde dará vida a la cantante Lynne Randell.

## Filmografía

### Series de televisión
| Año             | Título               | Personaje         | Notas                            |
| --------------- | -------------------- | ----------------- | -------------------------------- |
| 2018 - presente | Sando                | Susie Sandringham | 6 episodios                      |
| 2016            | Molly                | Lynne Randell     | 2 episodios - miniserie          |
| 2015            | Pypo                 | -                 | 2 episodios                      |
| 2013            | A Place To Call Home | Amy Polson        | 6 episodios                      |
| 2011            | Wild Boys            | Ruby Rutherford   | 10 episodios                     |
| 2011            | At Home with Julia   | Checkout Chick    | episodio "Date Night"            |
| 2009            | Rescue Special Ops   | Greta             | episodio # 1.11                  |
| 2009            | Dirtgirlworld        | Grubby            | -                                |
| 2008            | All Saints           | Simone Collie     | episodio "Out of the Fire"       |
| 2007            | Mcleod's Daughters   | Ava               | episodio "Conflicts of Interest" |

### Películas
| Año  | Título         | Personaje       | Notas                                                                                                   |
| ---- | -------------- | --------------- | --- |
| 2014 | Super Awesome! | Tiffany Cooper  | junto a Guy Edmonds, Matt Zeremes, Rob Carlton, Annie Maynard y Brett Stiller                           |
| 2014 | Schapelle      | Schapelle Corby | junto a Les Chantery, Jacinta Stapleton, Vince Colosimo, Michael Croaker, Colin Friels y Denise Roberts |
| 2013 | Cliffy         | Mary            | junto a Martin Sacks, Gyton Grantley, Roy Billing, Stephen Curry y Denise Roberts                       |
| 2012 | The Mind Job   | Izzy            | corto - junto a Debra Ades, Kelly Atkinson, Paul Barry, Ben Brock y Rebecca Doyle                       |
| 2011 | Shelling Peas  | Michelle        | corto - junto a Charlie Garber, Brenna Harding, Peter Adams, Michael Cullen y Henry Nixon               |
| 2011 | Monkeys        | Novia           | corto - junto a Damon Herriman y Damian Walshe-Howling                                                  |
| 2011 | Attached       | Abbie           | corto - junto a Jordan Lander, Christopher Sommers y Natalie Trent                                      |
| 2011 | Fully Famous   | Racquel         | corto - junto a Priscilla Bonnet, David Eastgate y Jake Ryan                                            |
| 2011 | The Office Mug | Jill            | corto - junto a Andrew Ryan y Jeremy Waters                                                             |
| 2009 | Primal         | Mel             | junto a Zoe Tuckwell-Smith, Wil Traval y Lindsay Farris                                                 |
| 2009 | Dead Boring    | Dawn            | corto - junto a Kate Bell y Jeremy Lindsay Taylor                                                       |
| 2009 | Dream the Life | Mel             | corto - junto a Vince Poletto, Warwick Rimmer, Ben Wood, Benjamin Paul Gerrard y Trent Atkinson         |
| 2009 | Invasion       | Lara            | corto - junto a Guy Edmonds, Katie Jean Harding y Daniel Roberts                                        |
| 2008 | Four           | Diana           | corto - junto a Myles Pollard, Kelly Butler, David Lyons y Don Hany                                     |
| 2007 | The Choir      | Joven           | corto                                                                                                   |

### Teatro
| Año  | Obra                | Personaje | Director (a)   | Teatro                 | Notas                                                                                |
| ---- | ------------------- | --------- | -------------- | ---------------------- | ------------------------------------------------------------------------------------ |
| 2010 | The Face            | Izzy      | Lee Lewis      | Belvoir Theatre        | junto a Susie Porter, Marcus Graham, Maeve Dermody, Kenji Fitzgerald y Emily Barclay |
| 2010 | Tusk Tusk           | Novia     | Shannon Murphy | Sydney Theatre         | junto a Marta Dusseldorp, Miles Szanto y Airlie-Jane Dodds                           |
| 2009 | Bliss               | Oracle    | Shannon Murphy | Belvoir Street Theatre | junto a Libby Fleming, Simon Corfield y Matt Hardie                                  |
| 2006 | The Sisters Project | -         | Eliza Gorka    | Old Fitzroy Theatre    | junto a Nadia Townsend y Elisa Ashenden                                              |

## Premios y nominaciones
| Año  | Categoría                              | Premio             | Serie | Resultado |
| ---- | -------------------------------------- | ------------------ | ----- | --------- |
| 2010 | Fun, Fearless Female Woman Of The Year | Cosmopolitan Award | -     | Nominada  |